# Ouvroir de bande dessinée potentielle
L'Ouvroir de bande dessinée potentielle (OuBaPo) a été fondé en novembre 1992 au sein de l'Ou-X-Po et à travers la maison d'édition L'Association. Ce comité crée des bandes dessinées sous contrainte artistique volontaire à la manière de l'Ouvroir de littérature potentielle (OuLiPo) créé en 1960 par Raymond Queneau et François Le Lionnais. Six OuPus ont été publiés parcourant les diverses recherches, auxquels s'ajoutent les œuvres individuelles de ses membres et sympathisants. L'OuBaPo a tenu sa première séance de travail dans les locaux de l'atelier Nawak, le 26 février 1993.

## Histoire
En juin 1990, Jacques Fawlty publie dans Les Cahiers de la BD un article incitant à créer un ouvroir de bande dessinée potentielle, qu'il propose de nommer OUBDPO après avoir listé diverses contraintes.
Imaginé en 1992, le groupe de l'OuBaPo est actuellement[Quand ?] constitué de Ibn Al Rabin, François Ayroles, Alex Baladi, Anne Baraou, Gilles Ciment, Jochen Gerner, Thierry Groensteen, Patrice Killoffer, Andréas Kündig, Étienne Lécroart, Matt Madden, Jean-Christophe Menu et Lewis Trondheim.
Thierry Groensteen dit s'en mettre en congé en septembre 1999, en désaccord à la fois avec la politique d'alors, plus tournée vers les performances publiques dans des festivals que les publications, et avec l'inféodation du mouvement à l'Association. Selon ses déclarations il s'intéresse plus à l'aspect théorique des possibilités offertes par l'OuBaPo que par leur mise en pratique et manque de temps pour s'y consacrer.
Cependant, à l'OuBaPo comme à l'OuLiPo et dans tout Ou-X-Po, s'il est possible de ne plus participer à un ouvroir, il n'est possible ni de le quitter, ni d'en être exclu (à la suite des controverses des expulsions fracassantes du mouvement surréaliste décrétées par André Breton, et que Raymond Queneau, président fondateur de l'OuLiPo, a vécu).
Ont également collaboré aux OuPus ou publié des livres estampillés « Oubapo » : Stanislas Barthélémy, Denis Bourdaud, Philippe Coudray, Emmanuel Guibert, Matt Konture, Omar Khouri, Jonathan Larabie, Axel Renaux, Vincent Sardon, Joann Sfar, Tanitoc, Jean-Michel Thiriet, l'espagnol Sergio Garcia. Un ouvroir américain existe également, piloté par Matt Madden.

## Contraintes en bande dessinée
Les contraintes formelles que s'imposent les auteurs dans la réalisation d'un album à caractère OuBaPien peuvent être classifiées. Une première classification fut publiée dans le premier Oupus par Thierry Groensteen en 1996 et s'intitule Un premier bouquet de contraintes. On peut distinguer contraintes génératrices et contraintes transformatrices.

### Contraintes génératrices
- Ambigramme : souvent basé sur le principe de l'upside-down, joue sur l'ambiguïté d'un dessin ou d'une situation (qui s'inverse en même temps qu'on inverse le sens de lecture)
- Itération : de différents types, l'itération iconique par exemple consiste à raconter une histoire avec une même case (ou un nombre défini) en changeant uniquement les dialogues.
- Palindrome : création d'une histoire de bande dessinée qui se lit dans les deux sens (sens normal première à dernière page, sens dernière à première page). On peut alors obtenir soit la même histoire, soit deux histoires à la sémantique différente, dans une contrainte dérivée de la pluri-lecturabilité. Si l'histoire n'est pas la même dans l'autre sens, il s'agit en toute rigueur d'un anacyclique.
- Pliage : pliage d'une page qui dévoile un nouveau sens, une nouvelle histoire.
- Pluri-lecturabilité : lecture d'une planche sous plusieurs sens (gauche, droite, en diagonale…).
- Restriction graphique : limitation ou élimination d'un élément graphique de l'histoire (le visage d'un personnage par exemple, ou la notion de personnage elle-même, comme dans La Cage de Martin Vaughn-James).
- Restriction plastique : limitation à certaines formes graphiques, ou couleurs, etc.
- Réversibilité / Upside-Down : lecture de la page avec plusieurs orientations. L'upside-down fut inventé en 1903 par Gustave Verbeck avec The Upside-Downs of Little Lady Lovekins and Old Man Muffaroo, inspiré des Topsys & Turvys de Peter Newell[réf. souhaitée]. Il s'agit d'une histoire qui se lit dans un sens, puis on tourne la planche à 180° pour lire la suite. Les textes sont écrits dans chaque sens, endroit et envers.

### Contraintes transformatrices
- Expansion : enrichissement d'une histoire par un ou plusieurs auteurs qui insèrent des cases dans une histoire existante pour en former une nouvelle.
- Hybridation : création d'une histoire par croisement de cases empruntées à d'autres bandes dessinées (d'un même auteur ou non).
- Réduction : à l'opposé de l'expansion, il s'agit de supprimer des cases d'une histoire existante (Gilles Ciment réduit ainsi l'aventure de Tintin Les Cigares du pharaon de Hergé à six cases[5]).
- Réinterprétation graphique : emprunt du style de dessin d'un auteur ou ses personnages pour sa propre histoire.
- S+7 ou N+7 : remplacement d'un nom dans un dialogue par le 7e nom le suivant dans le dictionnaire (cette contrainte n'est pas propre à l'OuBaPo, il s'agit d'une contrainte oulipienne proposée par Jean Lescure).
- Substitution : remplacement d'un dessin par un autre ou intégration des planches d'un autre auteur dans son récit avec un autre texte.

### Exemple
Pour le « tireur à la ligne », paru dans l'Oupus 1 sous le titre Grabuges Galactiques, Étienne Lécroart et Jean-Christophe Menu mixent des contraintes génératrices et transformatrices comme l'expansion, qui consiste à intercaler des suites de cases des deux auteurs : à l'étape A, le premier auteur réalise deux cases (A-A), à l'étape B le second intercale trois cases, ce qui fait une histoire de 5 cases (B-A-B-A-B), et ainsi de suite. Une contrainte supplémentaire de Grabuges Galactiques était de faire commencer le dialogue de la série A par la lettre a, de la série B par un b, etc., le jeu s'étant poursuivi jusqu'à l'étape G.
Une œuvre oubapienne peut ne pas être limitée à une contrainte précise mais dans cet esprit mélanger plusieurs types de contraintes différentes.

## Valeur artistique et intérêt intellectuel
Ces contraintes, quelles qu'elles soient, sont très difficiles à mettre en place et demandent beaucoup d'imagination de la part des auteurs afin que la bande dessinée ne soit pas seulement à contraintes fortes sur le plan technique mais raconte également une véritable histoire.
Selon Thierry Groensteen, membre fondateur de l'OuBaPo, le fait que les productions oubapiennes soient basées sur des contraintes parfois très fortes peut parfois leur donner un aspect « forcé » et les faire relever plutôt de l'exercice de style ou du divertissement (ce qui apparaît encore plus avec les pliages) que de l'œuvre. Au-delà de la « critique salutaire de l'idéologie naïve de l'expression et de l'inspiration » évoquée par Jan Baetens, Groensteen estime cependant que leur apport à la bande dessinée est réel, tant elles « font sentir combien une bande dessinée est une totalité organique, dont les différents ingrédients et paramètres sont pris dans un réseau serré de déterminations réciproques ».
Thierry Groensteen relève trois apports principaux : en minorant là l'importance du dessin, dans les réinterprétations graphiques ou les bandes dessinées sans dessin, l'Oubapo rappelle à la fois que l'essence de la bande dessinée n'est pas dans la représentation mais dans « l'agence spatial du multicadre, investi par un discours séquentiel » et que textes et dessins sont totalement interdépendants ; en malmenant l'homogénéité du style, « l'Oubapo participe à l'avènement d'une conception plus ouverte de la bande dessinée ». Selon lui, les exercices relevant de la plurilecturabilité « encouragent des lectures translinéaires » et des approches moins conventionnelles de la narration, tout en rappelant l'importance de la séquentialité.

## Production OuBaPienne
Cette section reprend les différentes productions des membres de l'OuBaPo.

### Œuvres
- Aux éditions L'Association :
  - Oupus 1, 1996,  (ISBN 2-909020-75-4).
  - Oupus 3 - Les Vacances de l'OuBaPo, 2000,  (ISBN 2-84414-076-9)[9].
  - Oupus 2, 2003,  (ISBN 2-84414-054-8).
  - Oupus 4 - Luzern-Bastia, 2005,  (ISBN 2-84414-144-7).
  - Oupus 5 - Le Journal directeur, 2013,  (ISBN 978-2-84414-347-1)[10].
  - Oupus 6, 2015,  (ISBN 978-2-84414-588-8) [11].

- François Ayroles :
  - Jean qui rit & Jean qui pleure, L'Association, coll. « Patte de mouche », (1995) : itération iconique partielle.
  - Les Parleurs, L'Association, coll. « Mimolette », (2003).
  - Les Penseurs, L'Association, coll. « Mimolette », (2006).
  - Les Lecteurs, L'Association, coll. « Mimolette », (2009).
  - Océan express, L'Association, (2023) : distribution réglée.

- Alex Baladi
  - La main droite, Atrabile, (2004).
  - Petit trait, L'Association, coll. « Patte de mouche », (2008).
  - Pure Perte, L'Association, coll. « Mimolette », (2011).

- Jochen Gerner
  - TNT en Amérique, L'Ampoule, (2002) : réinterprétation de Tintin en Amérique d'Hergé.

- Ibn Al Rabin
  - Splendeurs et misère du verbe, L'Association, (2012).

- Étienne Lécroart :
  - Pervenche & Victor, L'Association, coll. « Patte de mouche », (1994) : pliage.
  - Et c'est comme ça que je me suis enrhumée, Le Seuil, (1998).
  - Ratatouille, Le Seuil, (2000).
  - Cercle Vicieux, L'Association, coll. « Patte de mouche », (2000) : palindrome.
  - Le Cycle, L'Association, coll. « Mimolette », (2003) : substitution, réinterprétation graphique.
  - L'élite à la portée de tous, L'Association, coll. « Mimolette », (2005) : palindrome, itération, réinterprétation graphique
  - Les caïds de la gaudriole, Audie, coll. Fluide glacial, (2007) : plurilecturabilité, itération, hybridation, etc.
  - Bandes de sonnets, L'Association, coll. « Eperluette », (2007) : distribution réglée, hybridations, plurilecturabilité, etc.
  - Contes & décomptes,L'Association, coll. « Eperluette », (2012) : diverses contraintes mathématiques.
  - Vanité, L'Association, (2017) : distribution réglée.
  - Fumier, L'Association,coll. « Patte de mouche » (2022) : itération iconique partielle.
  - L'Oulipo par la bande, L'Association, coll. « Eperluette », (2023) : diverses contraintes issues du texte.

- Matt Madden :
  - 99 Exercices de style, L'Association, coll. « Ciboulette », (2006).
  - Ex Libris, L'Association, (2021) : Exercices de style et vue subjective.

- Lewis Trondheim :
  - Moins d'un quart de seconde pour vivre, L'Association, coll. « Eperluette », (1991) avec Jean-Christophe Menu : itération iconique. À partir d'un jeu de 8 cases donné par Menu, Trondheim écrit 100 strips (histoires en 4 cases).
  - Le Dormeur, Cornélius, coll. « Delphine », (1993) : itération iconique totale (100 strips de trois cases avec une seule case).
  - Les Trois chemins, Delcourt, coll. « Jeunesse », (2000) avec Sergio Garcia
  - Les Trois chemins sous la mer, Delcourt, coll. « Jeunesse », (2003) avec Sergio Garcia
  - Bleu, L'Association, (2003).
  - L'Hiver en noir et blanc, L'Association (2005).
  - La nouvelle pornographie, L'Association, coll. « Patte de mouche », (2006).
  - Monolinguistes & Psychanalyse, L'Association (2014).

- Le label musical français Ici, d'ailleurs... a diffusé une série de six albums à la jonction de l'OuMuPo et de l'OuBaPo : chaque album est accompagné d'un livret petit format 12 x 12 cm de 16 pages, illustré par un membre de l'OuBaPo. Ont participé : Jochen Gerner, Étienne Lécroart, Luz, Jean-Christophe Menu, Dupuy et Berberian, Killoffer et Anne Baraou.

### Jeux de société
Les jeux de société suivants ont été réalisés par des membres de l'OuBaPo :
- Anne Baraou et Killoffer, DoMiPo, L'Association, 2009
- Étienne Lécroart et al., Oubapo, Le Scroubabble, L'Association, 2005
- Anne Baraou & Vincent Sardon, Coquetèle, L'Association, 2002

### Expositions
En 2000, l'OuBapo participe à l'exposition du Collège de 'Pataphysique à la Collégiale de Chartres. En 2003, la galerie Anne Barrault expose des planches à Paris.
En 2005, une exposition est présentée au CNBDI d'Angoulême en marge du Festival d'Angoulême 2005.
En 2007, une exposition est faite en collaboration avec le musée des arts décoratifs de Paris dans le cadre de l'exposition Toy Comix. Dix-huit auteurs sont choisis pour raconter une histoire autour d'un jouet en 3 planches. Ensuite les auteurs de l'OuBaPo que sont François Ayroles, Baladi, Jochen Gerner, Etienne Lécroart, Anne Baraou, José Parrondo et Jean-Christophe Menu réalisent une bande dessinée collective sous contrainte en mettant en scène de manière différente les 18 jouets précédemment choisis.
En 2010, à la Cité internationale de la bande dessinée et de l'image d'Angoulême, on put voir des expositions de Jochen Gerner et d’Étienne Lécroart.
Étienne Lécroart a conçu une exposition de planches en bois modulables intitulée Planches en vrac ou à la découpe comprenant 3 bandes dessinées en puzzle, 2 bandes dessinées sous la forme de taquin (10 461 394 944 000 versions possibles de chaque histoire), une bande dessinée de deux planches sur le thème du destin avec des cases pouvant se rabattre, 6 bandes dessinées formées de plusieurs parties pouvant s’agencer de deux façons différentes et une planche-titre en 4 parties pouvant s’agencer de deux façons différentes.
Lors du FIBD 2013, les Éditions Polystyrène ont participé avec les membres de l'OuBaPo à une performance intitulée « oubaposhow ».
En 2015 une exposition sur l'Oubapo conçue par Matt Madden a été inaugurée à la Maison de la Culture d'Amiens le 27 mai 2015. Elle se tient jusqu'au 15 octobre 2015.[réf. souhaitée]